# 侏儒山街道

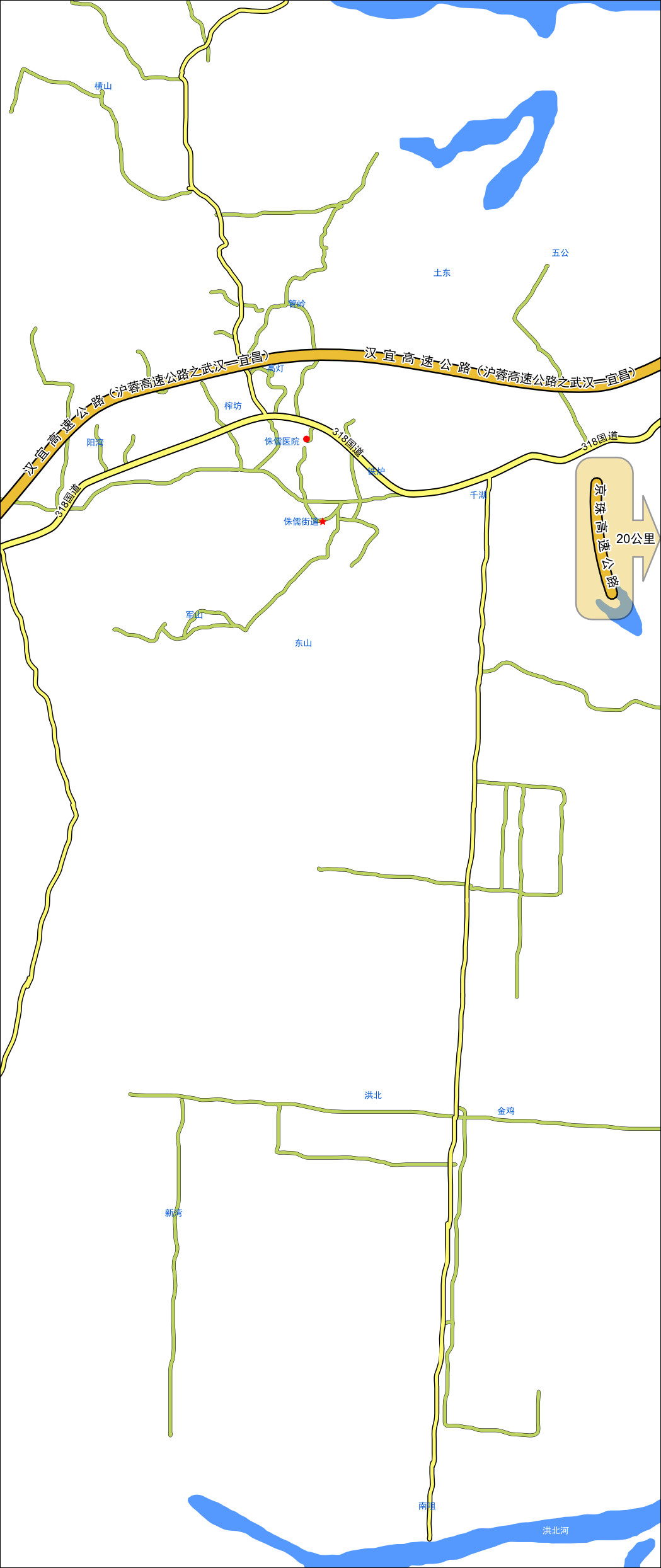
侏儒街道辖区示意图

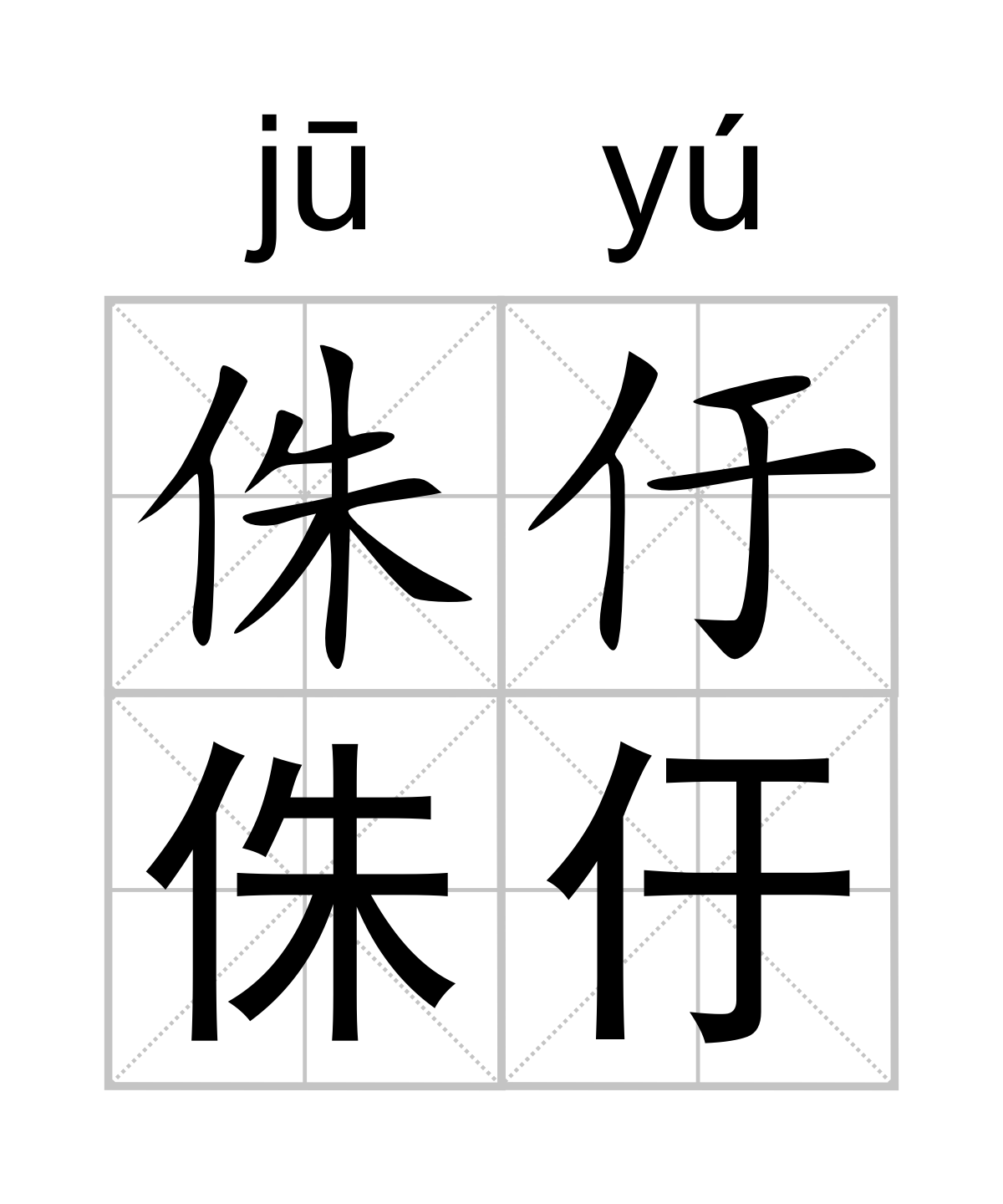
侏㐵的文字示例及发音，该写法目前已不常见

侏儒山街道，旧称侏儒街道，是中国湖北省武汉市蔡甸区所辖的一个街道，因侏儒山而得名。辖区主要分布于G318国道及汉宜高速公路周边。截至2004年底，人口数为72,611人，总面积为178.55平方公里。辖区内共有19家服装加工厂、3座加油站、1座煤气站、4家家具厂、5家棉花站、3家塑料加工厂、2处购物中心。固定电话区号为：027。邮政编码为：430106、430107（仅西河、群丰等少数乡镇）。
因地理位置特点等原因，侏儒方言有其自己的特点。大致处于武汉方言、蔡甸（街道）方言、汉川方言、仙桃（原沔阳县）方言的包围之中，中和成分较多。在整个蔡甸区的五个方言区内，也有或多或少的差别。
侏儒在当地发音为：Jūyú，部分周边乡镇也有部分发音为：Zhūyú；在某些年代的部分场合，侏儒也被简写作侏㐵（Yú）。

## 行政区划
侏儒街道办事处驻侏儒山，下辖3个居委会、50个村委会：侏儒、檀山、西河、东子山、军山、杨岭、侏儒、土金、黄金、高墩、管岭、匡湾、榨坊、土龙、中湾、百赛、代湾、合丰、太渡、杨湾、神堂、港咀、横山、周门、百宝、余门、老官、马赛、铁炉、土东、五公、胜洪、薛山、金鸡、军营、千湖、新湾、湾湖、南咀、西干、东干、么沟、老河、什渔湖、三屋台、群丰、群力、国光、新帮、镇宁堡、五姓口、四百弓、中刘。

## 发展沿革
侏儒街道，古属楚国。清末民国时期，归属汉阳府。民国元年后，归治于汉阳县。1941年发生侏儒山战役，1949年5月侏儒全境，被共軍佔領。
1949年隶属汉阳县第四区。1952年土地改革复查后属第四区人民政府。1956年农业合作化运动达到高潮，汉阳县建立6个指导组，属永安指导组。1957年改指导组为区，属侏儒区。1958年人民公社化，属幸福人民公社。1961年属侏儒区。1975年撤区并社，成立侏儒人民公社。1984年侏儒公社划分为侏儒镇、横龙乡、五公乡。1992年8月撤销横龙、五公两乡，将所辖行政区域并入侏儒镇。1992年9月12日，经国务院批准撤销汉阳县并设立蔡甸区后，由汉阳县侏儒镇变更为蔡甸区侏儒镇。2000年6月撤销侏儒镇，设立侏儒街道办事处。2001年将原成功乡、洪北乡所辖行政区域划归侏儒街道办事处管辖。
2014年8月19日，武汉市民政局批复同意将侏儒街道办事处更名为侏儒山街道办事处。

## 矿产资源
辖区内石料、溶剂石英砂岩矿、水泥石灰岩、水泥粘土矿等自然资源比较丰富，主要输出到武汉及周边地区作为建筑业等用途，目前基本处于不可再生式破坏性开采状态。